# Chłopaki do wzięcia (serial telewizyjny)
Chłopaki do wzięcia – polski serial dokumentalny emitowany od 7 października 2012 na kanale Polsat Play.

## Fabuła
Serial opowiada historię Krzysztofa „Bandziorka”, pana Stasia i jego syna Andrzeja, pana Franka, braci bliźniaków – Alexa i Adama, Jarusia, Ryszarda „Szczeny”, Wojtka, Mariusza „Supermario” oraz innych mężczyzn. Portrety młodych mężczyzn z miasteczek i wsi, którzy znaleźli się w trudnej sytuacji życiowej i nie lubiący słowa „singiel”. Wolą swojskie „kawaler”. Szukają partnerek na całe życie, ale ich szkolne koleżanki wyjechały do miast i nie zamierzają już wrócić. Oni sami pracują dorywczo na czarno, w miejscu zamieszkania. W soboty i niedziele spotykają się przed sklepami na wsiach, krążą po rynkach lub stoją na dworcach autobusowych. Boją się ludzkich kpin. Nie wierzą, by oni, ubrani w bazarowe ciuchy, jeżdżący zdezelowanymi autami, mogli czymś zaimponować dziewczynom. Część z nich w akcie desperacji zgłasza się do biur matrymonialnych.

## Spis serii
| Seria | Odcinki      | Sezon                   | Premiera serii      | Finał serii      |
| ----- | ------------ | ----------------------- | ------------------- | ---------------- |
| 1.    | 1–12 (12)    | jesień 2012             | 7 października 2012 | 30 grudnia 2012  |
| 2.    | 13–24 (12)   | wiosna 2013             | 7 kwietnia 2013     | 23 czerwca 2013  |
| 3.    | 25–36 (12)   | jesień 2013             | 6 października 2013 | 22 grudnia 2013  |
| 4.    | 37–48 (12)   | wiosna 2014             | 6 kwietnia 2014     | 22 czerwca 2014  |
| 5.    | 49–60 (12)   | jesień 2014             | 5 października 2014 | 28 grudnia 2014  |
| 6.    | 61–72 (12)   | wiosna 2015             | 22 marca 2015       | 26 kwietnia 2015 |
| 7.    | 73–84 (12)   | lato 2015               | 17 maja 2015        | 2 sierpnia 2015  |
| 8.    | 85–96 (12)   | jesień 2015 – zima 2016 | 8 listopada 2015    | 24 stycznia 2016 |
| 9.    | 97–108 (12)  | wiosna 2016             | 3 kwietnia 2016     | 19 czerwca 2016  |
| 10.   | 109–120 (12) | jesień 2016             | 2 października 2016 | 18 grudnia 2016  |
| 11.   | 121–132 (12) | wiosna 2017             | 2 kwietnia 2017     | 18 czerwca 2017  |
| 12.   | 133–144 (12) | jesień 2017             | 1 października 2017 | 17 grudnia 2017  |
| 13.   | 145–156 (12) | wiosna 2018             | 1 kwietnia 2018     | 17 czerwca 2018  |
| 14.   | 157–168 (12) | jesień 2018             | 7 października 2018 | 23 grudnia 2018  |
| 15.   | 169–180 (12) | wiosna 2019             | 7 kwietnia 2019     | 23 czerwca 2019  |
| 16.   | 181–192 (12) | jesień 2019             | 6 października 2019 | 22 grudnia 2019  |
| 17.   | 193–204 (12) | wiosna 2020             | 5 kwietnia 2020     | 21 czerwca 2020  |
| 18.   | 205–228 (24) | jesień 2020             | 4 października 2020 | 20 grudnia 2020  |
| 19.   | 229–252 (24) | wiosna 2021             | 11 kwietnia 2021    | 27 czerwca 2021  |
| 20.   | 253–276 (24) | jesień 2021             | 3 października 2021 | 19 grudnia 2021  |
| 21.   | 277–300 (24) | wiosna 2022             | 10 kwietnia 2022    | 26 czerwca 2022  |
| 22.   | 301–324 (24) | jesień 2022             | 9 października 2022 | 25 grudnia 2022  |
| 23.   | 325–348 (24) | wiosna 2023             | 2 kwietnia 2023     | 25 czerwca 2023  |
| 24.   | 349–372 (24) | jesień 2023             | 8 października 2023 | 26 grudnia 2023  |
| 25.   | 373–396 (24) | wiosna 2024             | 7 kwietnia 2024     | 23 czerwca 2024  |
| 26.   | 397–420 (24) | jesień 2024             | 6 października 2024 | 22 grudnia 2024  |
| 27.   | 421-445 (24) | wiosna 2025             | 13 kwietnia 2025    | 29 czerwca 2025  |
|       |              |                         |                     |                  |